# الدوري الأوغندي الممتاز 2023–24
الدوري الأوغندي الممتاز 2023–24، هو الموسم السادس والخمسين من الدوري الأوغندي الممتاز، وهو دوري كرة القدم من الدرجة الأولى في أوغندا.

## تغييرات الدوري
تمت ترقية كيتارا ومبارارا سيتي ونيك من دوري أوغندا الكبير 2022–23.
تم تعليق ترخيص أروا هيل من قبل الاتحاد الأوغندي لكرة القدم بعد النصف الأول من المباريات بسبب فشله في تلبية متطلبات الترخيص.